# Fieberbrunn
Fieberbrunn è un comune austriaco di 4 330 abitanti nel distretto di Kitzbühel, in Tirolo; ha lo status di comune mercato (Marktgemeinde).

## Società

### Tradizioni e folclore
Una leggenda narra come la località avrebbe ricevuto il suo nome: la principessa Margherita di Tirolo-Gorizia, chiamata anche "Maultasch", aveva la febbre e bevendo l'acqua della fontana situata presso la chiesa guarì. La parola tedesca Fieber significa “febbre”, mentre brunn deriva dalla parola Brunnen che significa "fontana". Il paese venne così ridenominato da "Pramau" a "Fieberbrunn".

## Sport
Durante l'inverno la stazione sciistica di Fieberbrunn – collegata al grande comprensorio sciistico Skicircus Saalbach Hinterglemm Leogang – attiva i suoi 35 km di piste per lo sci alpino, la halfpipe illuminata e 35 km di piste per lo sci di fondo.